# Natallja Maratavna Zverava
Natallja Maratavna Zverava (belaruszul: Наталля Маратаўна Зверава, oroszul: Наталья Маратовна Зверева [Natalja Maratovna Zvereva] vagy Наташа Маратовна Зверева [Natasa Maratovna Zvereva]; Minszk, 1971. április 16. –) párosban egykori világelső, olimpiai bronzérmes, háromszoros év végi világbajnok, visszavonult fehérorosz teniszezőnő.
1988 májusában, 17 évesen lett profi játékos. Legjobb eredményeit párosban érte el, összesen nyolcvan WTA-versenyt nyert meg. Ez az ötödik legtöbb páros tornagyőzelem az open erában, amelyet egy játékos megszerzett pályafutása során. Nyolcvan győzelméből tizennyolcat Grand Slam-tornákon ért el. Legfőbb partnerei az évek során Larisza Szavcsenko, Pam Shriver, Gigi Fernández, Martina Hingis, Arantxa Sánchez Vicario és Lindsay Davenport voltak. 1991 októberében lett először világelső, összesen százhuszonnégy héten keresztül vezette a páros világranglistát, amivel az ötödik a párosoknál 1984. szeptember 10-e óta vezetett számítógépes statisztika szerint.
Egyéniben négy WTA-tornán sikerült megszereznie a végső győzelmet, első alkalommal 1990 januárjában. Egyszer játszott Grand Slam-döntőt, de 1988-ban a Roland Garroson mindössze 32 perc alatt 6–0, 6–0-ra kikapott a világelső Steffi Graftól. A legjobb világranglista-helyezése az ötödik volt, amelyet 1989 májusában ért el.
Vegyes párosban kétszer nyert Grand Slam-versenyt, mindkétszer az Australian Openen, 1990-ben Jim Pugh-val, 1995-ben Rick Leach-csel.
Az 1992. évi nyári olimpián a volt szovjet tagköztársaságok sportolói által alkotott Egyesített Csapat tagjaként bronzérmet szerzett párosban, oldalán a grúz Leila Meszhivel. 1986–1991 között a Szovjetunió, 1994–2002 között Fehéroroszország válogatottjának tagjaként összesen 80 Fed-kupa-mérkőzést játszott 59–21-es eredménnyel.
2010-ben a teniszhírességek csarnokának (International Tennis Hall of Fame) tagjai közé választották.

## Elismerései
A WTA-nál 1988-ban az év felfedezettjének választották meg, s öt alkalommal volt tagja az év párosának, 1992-ben Larisa Neilanddal (korábban Larisza Szavcsenko), 1993–1995 között, illetve 1997-ben Gigi Fernándezzel. A Nemzetközi Teniszszövetség (ITF) 1987-ben őt választotta a lányok között az év legjobb junior játékosának, 1998-ban pedig Lindsay Davenporttal alkották az év női párosát az ITF szerint.

## Grand Slam-döntői

### Egyéni

#### Elveszített döntői (1)
| Év   | Helyszín      | Ellenfél a döntőben | Eredmény a döntőben |
| 1988 | Roland Garros | Steffi Graf         | 0–6, 0–6            |

### Páros

#### Győzelmei (18)
| Év   | Helyszín        | Partner            | Ellenfél a döntőben                   | Eredmény a döntőben |
| 1989 | Roland Garros   | Larisza Szavcsenko | Steffi Graf Gabriela Sabatini         | 6–4, 6–4            |
| 1991 | Wimbledon       | Larisa Neiland     | Gigi Fernández Jana Novotná           | 6–4, 3–6, 6–4       |
| 1991 | US Open         | Pam Shriver        | Jana Novotná Larisa Neiland           | 6–4, 4–6, 7–6(5)    |
| 1992 | Roland Garros   | Gigi Fernández     | Conchita Martínez Larisa Neiland      | 6–3, 6–2            |
| 1992 | Wimbledon       | Gigi Fernández     | Jana Novotná Larisa Neiland           | 6–4, 6–1            |
| 1992 | US Open         | Gigi Fernández     | Jana Novotná Larisa Neiland           | 7–6(4), 6–1         |
| 1993 | Australian Open | Gigi Fernández     | Pam Shriver Elizabeth Smylie          | 6–4, 6–3            |
| 1993 | Roland Garros   | Gigi Fernández     | Jana Novotná Larisa Neiland           | 6–3, 7–5            |
| 1993 | Wimbledon       | Gigi Fernández     | Jana Novotná Larisa Neiland           | 6–4, 6–7(9), 6–4    |
| 1994 | Australian Open | Gigi Fernández     | Patty Fendick Meredith McGrath        | 6–3, 4–6, 6–4       |
| 1994 | Roland Garros   | Gigi Fernández     | Lindsay Davenport Lisa Raymond        | 6–2, 6–2            |
| 1994 | Wimbledon       | Gigi Fernández     | Jana Novotná Arantxa Sánchez Vicario  | 6–4, 6–1            |
| 1995 | Roland Garros   | Gigi Fernández     | Jana Novotná Arantxa Sánchez Vicario  | 6–7(6), 6–4, 7–5    |
| 1995 | US Open         | Gigi Fernández     | Brenda Schultz-McCarthy Rennae Stubbs | 7–5, 6–3            |
| 1996 | US Open         | Gigi Fernández     | Jana Novotná Arantxa Sánchez Vicario  | 1–6, 6–1, 6–4       |
| 1997 | Australian Open | Martina Hingis     | Lindsay Davenport Lisa Raymond        | 6–2, 6–2            |
| 1997 | Roland Garros   | Gigi Fernández     | Mary Joe Fernández Lisa Raymond       | 6–2, 6–3            |
| 1997 | Wimbledon       | Gigi Fernández     | Nicole Arendt Manon Bollegraf         | 7–6(4), 6–4         |

#### Elveszített döntői (13)
| Év   | Helyszín        | Partner            | Ellenfél a döntőben                  | Eredmény a döntőben |
| 1988 | Wimbledon       | Larisza Szavcsenko | Steffi Graf Gabriela Sabatini        | 3–6, 6–1, 10–12     |
| 1989 | Wimbledon       | Larisza Szavcsenko | Jana Novotná Helena Suková           | 1–6, 2–6            |
| 1990 | Roland Garros   | Larisza Szavcsenko | Jana Novotná Helena Suková           | 4–6, 5–7            |
| 1991 | Roland Garros   | Larisza Szavcsenko | Gigi Fernández Jana Novotná          | 4–6, 0–6            |
| 1995 | Australian Open | Gigi Fernández     | Jana Novotná Arantxa Sánchez Vicario | 3–6, 7–6(3), 4–6    |
| 1995 | Wimbledon       | Gigi Fernández     | Jana Novotná Arantxa Sánchez Vicario | 7–5, 5–7, 4–6       |
| 1996 | Roland Garros   | Gigi Fernández     | Lindsay Davenport Mary Joe Fernández | 2–6, 1–6            |
| 1997 | US Open         | Gigi Fernández     | Lindsay Davenport Jana Novotná       | 3–6, 4–6            |
| 1998 | Australian Open | Lindsay Davenport  | Martina Hingis Mirjana Lučić         | 4–6, 6–2, 3–6       |
| 1998 | Roland Garros   | Lindsay Davenport  | Martina Hingis Jana Novotná          | 1–6, 6–7(4)         |
| 1998 | Wimbledon       | Lindsay Davenport  | Martina Hingis Jana Novotná          | 3–6, 6–3, 6–8       |
| 1998 | US Open         | Lindsay Davenport  | Martina Hingis Jana Novotná          | 3–6, 3–6            |
| 1999 | Australian Open | Lindsay Davenport  | Martina Hingis Anna Kurnyikova       | 5–7, 3–6            |

### Vegyes páros

#### Győzelmei (2)
| Év   | Helyszín        | Partner    | Ellenfél a döntőben      | Eredmény a döntőben |
| 1990 | Australian Open | Jim Pugh   | Rick Leach Zina Garrison | 4–6, 6–2, 6–3       |
| 1995 | Australian Open | Rick Leach | Cyril Suk Gigi Fernández | 7–6(4), 6–7(3), 6–4 |

#### Elveszített döntői (2)
| Év   | Helyszín  | Partner  | Ellenfél a döntőben              | Eredmény a döntőben |
| 1990 | US Open   | Jim Pugh | Elizabeth Smylie Todd Woodbridge | 4–6, 2–6            |
| 1991 | Wimbledon | Jim Pugh | John Fitzgerald Elizabeth Smylie | 6–7(4), 2–6         |

## Eredményei Grand Slam-tornákon

### Egyéniben
| Grand Slam | Australian Open | Australian Open   | Roland Garros | Roland Garros           | Wimbledon   | Wimbledon           | US Open     | US Open                 |
| Év         | Eredmény        | Utolsó ellenfél   | Eredmény      | Utolsó ellenfél         | Eredmény    | Utolsó ellenfél     | Eredmény    | Utolsó ellenfél         |
| 1986       | –               | –                 | –             | –                       | Selejtező   | Selejtező           | –           | –                       |
| 1987       | –               | –                 | 3. kör        | Helena Suková           | 4. kör      | Gabriela Sabatini   | 3. kör      | Chris Evert             |
| 1988       | –               | –                 | Döntő         | Steffi Graf             | 4. kör      | Rosalyn Nideffer    | 1. kör      | Kim Steinmetz           |
| 1989       | –               | –                 | 1. kör        | Raffaella Reggi         | 3. kör      | Catarina Lindqvist  | 4. kör      | Manuela Maleeva         |
| 1990       | 2. kör          | Sandra Wasserman  | 4. kör        | Manuela Maleeva         | Negyeddöntő | Gabriela Sabatini   | 2. kör      | Leila Meszhi            |
| 1991       | 4. kör          | Anke Huber        | 2. kör        | Ann Grossman            | 2. kör      | Linda Wild          | 4. kör      | Arantxa Sánchez Vicario |
| 1992       | 2. kör          | Pam Shriver       | Negyeddöntő   | Steffi Graf             | Negyeddöntő | Steffi Graf         | 3. kör      | Gabriela Sabatini       |
| 1993       | 3. kör          | Jennifer Capriati | 4. kör        | Jana Novotná            | Negyeddöntő | Martina Navratilova | Negyeddöntő | Arantxa Sánchez Vicario |
| 1994       | 1. kör          | Conchita Martínez | 4. kör        | Julie Halard            | 1. kör      | Endó Mana           | –           | –                       |
| 1995       | Negyeddöntő     | Mary Pierce       | 1. kör        | Cătălina Cristea        | 3. kör      | Inés Gorrochategui  | 4. kör      | Amy Frazier             |
| 1996       | 1. kör          | Anná Szmasnóvá    | 3. kör        | Amanda Coetzer          | 2. kör      | Patricia Hy-Boulais | 3. kör      | Steffi Graf             |
| 1997       | 3. kör          | Anke Huber        | 4. kör        | Arantxa Sánchez Vicario | 1. kör      | Jelena Lihovceva    | 3. kör      | Mary Pierce             |
| 1998       | 3. kör          | Barbara Schett    | 2. kör        | Iva Majoli              | Elődöntő    | Nathalie Tauziat    | 2. kör      | Lisa Raymond            |
| 1999       | 3. kör          | Chanda Rubin      | 2. kör        | Venus Williams          | 2. kör      | Tatyjana Panova     | 2. kör      | Amy Frazier             |
| 2000       | 2. kör          | Anna Kurnyikova   | 4. kör        | Chanda Rubin            | 2. kör      | Tamarine Tanasugarn | –           | –                       |
| 2002       | –               | –                 | –             | –                       | 1. kör      | Marlene Weingärtner | –           | –                       |

## WTA-döntői

### Egyéni

#### Győzelmei (4)
| Összesítés           |                        |
| Grand Slam-torna (0) |                        |
| Tier I (0)           | Premier Mandatory* (0) |
| Tier II (2)          | Premier Five* (0)      |
| Tier III (1)         | Premier* (0)           |
| Tier IV (1)          | International* (0)     |
| Tier V (0)           | Challenger* (0)        |

* 2009-től megváltozott a tornák rendszere. Challenger tornákat 2012-től rendeznek.
 Az egymás mellett azonos színnel jelölt tornatípusok között nincs teljes mértékű megfelelés.
| No. | Dátum             | Helyszín                                 | Borítás     | Ellenfél a döntőben | Eredmény a döntőben |
| 1.  | 1990. január 7.   | Danone Hardcourt Championships, Brisbane | Kemény      | Rachel McQuillan    | 6–4, 6–0            |
| 2.  | 1990. január 14.  | Holden Open, Sydney                      | Kemény      | Barbara Paulus      | 4–6, 6–1, 6–3       |
| 3.  | 1994. február 13. | Virginia Slims of Chicago, Chicago       | Szőnyeg (f) | Chanda Rubin        | 6–3, 7–5            |
| 4.  | 1999. június 19.  | Direct Line Championships, Eastbourne    | Fű          | Nathalie Tauziat    | 0–6, 7–5, 6–3       |

#### Elveszített döntői (15)
* A WTA 1988-tól sorolta Tier-kategóriákba a tornákat
|    | Dátum               | Torna                                          | Borítás     | Ellenfél a döntőben | Döntő eredménye  |
| 1  | 1986. november 9.   | Virginia Slims of Arkansas, Little Rock*       | Szőnyeg (f) | Kathy Rinaldi       | 4–6, 7–6(7), 0–6 |
| 2  | 1987. november 8.   | Virginia Slims of Arkansas, Little Rock*       | Kemény      | Sandra Cecchini     | 4–6, 7–6(7), 0–6 |
| 3  | 1987. november 15.  | Virginia Slims of Chicago, Chicago*            | Szőnyeg (f) | Martina Navratilova | 1–6, 2–6         |
| 4  | 1988. június 5.     | Roland Garros, Párizs                          | Salak       | Steffi Graf         | 0–6, 0–6         |
| 5  | 1988. június 19.    | Pilkington Championships, Eastbourne           | Fű          | Martina Navratilova | 2–6, 2–6         |
| 6  | 1988. augusztus 21. | Canadian Open, Montréal                        | Kemény      | Gabriela Sabatini   | 1–6, 2–6         |
| 7  | 1988. november 6.   | Virginia Slims of New England, Worcester       | Szőnyeg (f) | Martina Navratilova | 7–6(4), 4–6, 3–6 |
| 8  | 1989. április 9.    | Family Circle Magazine Cup, Hilton Head Island | Salak       | Steffi Graf         | 1–6, 1–6         |
| 9  | 1989. október 15.   | Moscow Ladies Open, Moszkva                    | Szőnyeg (f) | Gretchen Magers     | 3–6, 4–6         |
| 10 | 1991. június 16.    | The Dow Classic, Birmingham                    | Fű          | Martina Navratilova | 4–6, 6–7(6)      |
| 11 | 1993. október 17.   | Porsche Tennis Grand Prix, Filderstadt         | Kemény (f)  | Mary Pierce         | 3–6, 3–6         |
| 12 | 1994. március 20.   | The Lipton Championships, Miami                | Kemény      | Steffi Graf         | 6–4, 1–6, 2–6    |
| 13 | 1994. április 3.    | Family Circle Cup, Hilton Head Island          | Salak       | Conchita Martínez   | 4–6, 0–6         |
| 14 | 1994. október 9.    | European Indoors Zürich, Zürich                | Szőnyeg (f) | Magdalena Maleeva   | 5–7, 6–3, 4–6    |
| 15 | 1995. március 5.    | State Farm Evert Cup, Indian Wells             | Kemény      | Mary Joe Fernández  | 4–6, 3–6         |

### Páros

#### Győzelmei (80)
Félkövérrel kiemelve a Grand Slam-tornák (zárójelben a partner neve)
| - 1988: Birmingham (Larisza Szavcsenko) - 1988: Indianapolis (Larisza Szavcsenko) - 1989: Amelia Island (Larisza Szavcsenko) - 1989: Roland Garros (Larisza Szavcsenko) - 1989: Birmingham (Larisza Szavcsenko) - 1989: Moszkva (Larisza Szavcsenko) - 1989: Chicago (Larisza Szavcsenko) - 1990: Birmingham (Larisza Szavcsenko) - 1990: Eastbourne (Larisza Szavcsenko) - 1990: Orlando, Florida – Light ’n’ Lively Doubles Championships (Larisza Szavcsenko) - 1991: Boca Raton (Larisza Szavcsenko) - 1991: Hilton Head Island, Dél-Karolina (Claudia Kohde-Kilsch) - 1991: Berlin (Larisza Szavcsenko) - 1991: Eastbourne (Larisza Szavcsenko) - 1991: Wimbledon (Larisza Szavcsenko) - 1991: Toronto (Larisza Szavcsenko) - 1991: Los Angeles (Larisza Szavcsenko) - 1991: US Open (Pam Shriver) - 1991: Brighton (Pam Shriver) - 1992: Boca Raton (Larisza Szavcsenko) - 1992: Hilton Head Island, Dél-Karolina (Arantxa Sánchez Vicario) - 1992: Amelia Island (Arantxa Sánchez Vicario) - 1992: Roland Garros (Gigi Fernández) - 1992: Wimbledon (Gigi Fernández) - 1992: US Open (Gigi Fernández) - 1992: Zürich (Helena Suková) - 1992: Oakland (Gigi Fernández) - 1992: Philadelphia (Gigi Fernández) - 1993: Australian Open (Gigi Fernández) - 1993: Delray Beach (Gigi Fernández) - 1993: Tampa – Light ’n’ Lively Doubles Championships (Gigi Fernández) - 1993: Hilton Head Island, Dél-Karolina (Gigi Fernández) - 1993: Berlin (Gigi Fernández) - 1993: Roland Garros (Gigi Fernández) - 1993: Eastbourne (Gigi Fernández) - 1993: Wimbledon (Gigi Fernández) - 1993: Lipcse (Gigi Fernández) - 1993: Filderstadt (Gigi Fernández) - 1993: New York – Virginia Slims Championships (Gigi Fernández) - 1994: Australian Open (Gigi Fernández) | - 1994: Chicago (Gigi Fernández) - 1994: Miami (Gigi Fernández) - 1994: Róma (Gigi Fernández) - 1994: Berlin (Gigi Fernández) - 1994: Roland Garros (Gigi Fernández) - 1994: Eastbourne (Gigi Fernández) - 1994: Wimbledon (Gigi Fernández) - 1994: Filderstadt (Gigi Fernández) - 1994: Philadelphia (Gigi Fernández) - 1994: New York – Virginia Slims Championships (Gigi Fernández) - 1995: Tokió (Gigi Fernández) - 1995: Róma (Gigi Fernández) - 1995: Roland Garros (Gigi Fernández) - 1995: San Diego (Gigi Fernández) - 1995: Los Angeles (Gigi Fernández) - 1995: US Open (Gigi Fernández) - 1995: Filderstadt (Gigi Fernández) - 1996: Tokió (Gigi Fernández) - 1996: Los Angeles (Lindsay Davenport) - 1996: US Open (Gigi Fernández) - 1997: Australian Open (Martina Hingis) - 1997: Tokió (Lindsay Davenport) - 1997: Indian Wells (Lindsay Davenport) - 1997: Miami (Arantxa Sánchez Vicario) - 1997: Strasbourg (Helena Suková) - 1997: Roland Garros (Gigi Fernández) - 1997: Wimbledon (Gigi Fernández) - 1997: Moszkva (Arantxa Sánchez Vicario) - 1998: Indian Wells (Lindsay Davenport) - 1998: Berlin (Lindsay Davenport) - 1998: Stanford (Lindsay Davenport) - 1998: San Diego (Lindsay Davenport) - 1998: Los Angeles (Martina Hingis) - 1998: Filderstadt (Lindsay Davenport) - 1998: Moszkva (Mary Pierce) - 1998: New York – Chase Championships (Lindsay Davenport) - 1999: Tokió (Lindsay Davenport) - 2000: Hannover (Åsa Svensson) - 2000: Hamburg (Anna Kurnyikova) - 2002: Madrid (Martina Navratilova) |

#### Elveszített döntői (49)
| - 1988: Wimbledon (Larisza Szavcsenko) - 1988: Chicago (Larisza Szavcsenko) - 1988: New York – Virginia Slims Championships (Larisza Szavcsenko) - 1989: Washington (Larisza Szavcsenko) - 1989: Oakland (Larisza Szavcsenko) - 1989: Genf (Larisza Szavcsenko) - 1989: Wimbledon (Larisza Szavcsenko) - 1989: New York – Virginia Slims Championships (Larisza Szavcsenko) - 1990: Sydney (Larisza Szavcsenko) - 1990: Roland Garros (Larisza Szavcsenko) - 1990: Hilton Head Island, Dél-Karolina (Mercedes Paz) - 1990: Brighton (Jo Durie) - 1991: Tarpon Springs – Light ’n’ Lively Doubles Championships (Larisza Szavcsenko) - 1991: Roland Garros (Larisza Szavcsenko) - 1991: Amelia Island (Mercedes Paz) - 1991: Washington (Gigi Fernández) - 1991: Filderstadt (Pam Shriver) - 1992: Berlin (Gigi Fernández) - 1992: Montréal (Gigi Fernández) - 1992: Wesley Chapel – Light ’n’ Lively Doubles Championships (A. Sánchez Vicario) - 1992: Filderstadt (Pam Shriver) - 1993: Los Angeles (Gigi Fernández) - 1993: Zürich (Gigi Fernández) - 1994: Wesley Chapel – Light ’n’ Lively Doubles Championships (Gigi Fernández) - 1994: Hilton Head Island, Dél-Karolina (Gigi Fernández) | - 1995: Australian Open (Gigi Fernández) - 1995: Miami (Gigi Fernández) - 1995: Hilton Head Island, Dél-Karolina (Gigi Fernández) - 1995: Eastbourne (Gigi Fernández) - 1995: Wimbledon (Gigi Fernández) - 1995: New York – Tour Championships (Gigi Fernández) - 1996: Edinburgh – Light ’n’ Lively Doubles Championships (Gigi Fernández) - 1996: Roland Garros (Gigi Fernández) - 1996: Zürich (Nicole Arendt) - 1997: Berlin (Gigi Fernández) - 1997: US Open (Gigi Fernández) - 1997: Sydney (Lindsay Davenport) - 1998: Australian Open (Lindsay Davenport) - 1998: Tokió (Lindsay Davenport) - 1998: Roland Garros (Lindsay Davenport) - 1998: Wimbledon (Lindsay Davenport) - 1998: US Open (Lindsay Davenport) - 1998: Miami (Arantxa Sánchez Vicario) - 1998: Eastbourne (Arantxa Sánchez Vicario) - 1998: Philadelphia (Szeles Mónika) - 1999: Australian Open (Lindsay Davenport) - 1999: Eastbourne (Jana Novotná) - 1999: Zürich (Nathalie Tauziat) - 2000: Indian Wells (Anna Kurnyikova) |

## Év végi világranglista-helyezései
| Év     | 1996 | 1997 | 1998 | 1999 | 2000 | 2001 | 2002 | 2003 | 2004 | 2005 | 2006 | 2007 | 2008 | 2009 | 2010 | 2011 | 2012 |
| Egyéni | 94.  | 19.  | 7.   | 27.  | 12.  | 21.  | 23.  | 19.  | 10.  | 14.  | 57.  | 25.  | 16.  | 27.  | 79.  | –    | –    |
| Páros  | 111. | 94.  | 11.  | 6.   | 5.   | 3.   | 2.   | 3.   | 1.   | 4.   | 9.   | 1.   | 1.   | 12.  | 25.  | –    | 46.  |